# Sierra de Huelva
La Sierra de Huelva es una de las seis comarcas de la provincia de Huelva, en Andalucía. Comprende el parque natural de Sierra de Aracena y Picos de Aroche y se corresponde casi en su totalidad con el tercio norte de la provincia.
Está formada por los municipios de Alájar, Almonaster la Real, Aracena, Aroche, Arroyomolinos de León, Cala, Cañaveral de León, Castaño del Robledo, Corteconcepción, Cortegana, Cortelazor, Cumbres de Enmedio, Cumbres de San Bartolomé, Cumbres Mayores, Encinasola, Fuenteheridos, Galaroza, Higuera de la Sierra, Hinojales, Jabugo, La Nava, Linares de la Sierra, Los Marines, Puerto Moral, Rosal de la Frontera, Santa Ana la Real, Santa Olalla de Cala, Valdelarco y Zufre.
Limita al este con la provincia de provincia de Sevilla, al sur con las comarcas de la Cuenca Minera y El Andévalo, al oeste con Portugal y al norte con Extremadura.

## Geografía física
La Sierra de Huelva no es muy alta y sus montañas tienen una forma suave y redondeada. La altura de la mayoría de sus cumbres se encuentra entre los 400 y los 900 metros. Su punto más alto es el Cerro del Castaño, con 962 metros de altura. Otras cumbres de la región son el Cerro de San Cristóbal (917 metros) cercano a Almonaster, donde se encuentra un yacimiento arqueológico del mismo nombre, y el Cerro de Santa Bárbara (814 m) ubicado cerca de Cortegana. Los principales ríos de la zona son el Odiel y el Múrtigas, este último tributario del Guadiana. La región se la reparten las cuencas hidrográficas del Guadina, Tinto-Odiel y el Guadalquivir.
El clima es relativamente húmedo para los estándares andaluces, contando en la mayoría de los valles con pequeños pueblos. Las laderas no perturbadas de las montañas están mayormente cubiertas de bosques, compuestos por castaños, encinas y alcornoques, las especies predominantes de la zona.

## Población
La población de la comarca aumentó mucho a principios del siglo XX y hasta la guerra civil, como fue común en España por las mejoras sanitarias que disminuyeron la alta mortandad y mantuvieron la alta natalidad de la época. Desde la Guerra Civil y a lo largo de 1940 y 1950 tendió al estancamiento o ligero descenso para luego, en 1970 y 1980, disminuir con casi la misma rapidez con que había crecido debido al gran éxodo rural, población que contribuyó al gran crecimiento experimentado por la mayoría de ciudades capitales de provincia en general y de Huelva en particular. Tras estas década siguieron otras de un descenso menos pronunciado pero constante. Ya en el siglo XXI la población empieza a estacionarse en algunos municipios o incluso crecer ligeramente de nuevo en otros, como Aracena, pero sin dejar de perder población la comarca en su conjunto. En 2010 tenía 39 854 habitantes, para pasar a rozar los 38 000 una década después y mantener la misma tendencia en los siguientes años, por lo que aunque de manera más lenta la pérdida de población aún no ha concluido, como se ha comentado. En media, a lo lardo del siglo XXI la comarca pierde anualmente unos 200 habitantes (inferior al 1 % anual), en contraste con la acelerada despoblación de los años 1960-1980 en que perdió más del 50 % de su población y miles de habitantes en éxodo cada año (entre un 2 y un 3 % anual).
| Municipio                | Superficie (km2) | Población (2023) | Densidad (hab./km2) |
| ------------------------ | ---------------- | ---------------- | ------------------- |
| Alájar                   | 41,0             | 809              | 19,73               |
| Almonaster la Real       | 321,29           | 1 793            | 5,58                |
| Aracena                  | 184,45           | 8 340            | 45,22               |
| Aroche                   | 498,44           | 3 030            | 6,08                |
| Arroyomolinos de León    | 86,95            | 943              | 10,85               |
| Cala (Huelva)            | 83,94            | 1 140            | 13,58               |
| Cañaveral de León        | 35,0             | 382              | 10,91               |
| Castaño del Robledo      | 13,0             | 222              | 17,08               |
| Corteconcepción          | 49,0             | 563              | 11,49               |
| Cortegana (Huelva)       | 174,0            | 4 649            | 26,72               |
| Cortelazor               | 40,0             | 299              | 7,48                |
| Fuenteheridos            | 10,92            | 806              | 73,81               |
| Encinasola (Huelva)      | 178,0            | 1 269            | 7,13                |
| Cumbres Mayores          | 122,0            | 1 731            | 14,19               |
| Cumbres de San Bartolomé | 145,0            | 366              | 2,52                |
| Cumbres de Enmedio       | 14,0             | 63               | 4,5                 |
| Galaroza                 | 22,27            | 1 381            | 62,01               |
| Higuera de la Sierra     | 24,48            | 1 306            | 53,35               |
| Hinojales                | 26,75            | 329              | 12,30               |
| Jabugo                   | 24,92            | 2 208            | 88,60               |
| La Nava                  | 62,0             | 259              | 4,18                |
| Linares de la Sierra     | 29,0             | 283              | 9,76                |
| Los Marines              | 10,0             | 416              | 41,6                |
| Puerto Moral             | 20,0             | 282              | 14,1                |
| Rosal de la Frontera     | 210,0            | 1 665            | 7,93                |
| Santa Ana la Real        | 27,0             | 475              | 17,59               |
| Santa Olalla del Cala    | 204,0            | 2 038            | 9,99                |
| Zufre                    | 341,0            | 753              | 2,21                |
| Total                    | 3 046            | 38 225           | 12,55               |